# Котенко Артем Павлович
Артем Павлович Котенко (1982—2022) — український військовослужбовець, бригадний генерал Збройних сил України, командир 81-ї окремої аеромобільної бригади.

## Життєпис
Артем Котенко народився 1982 року на тимчасово окупованій території України (станом на 31 липня 2022 року), там же й закінчив школу. 
2000 року вступив до Одеського інституту Сухопутних військ на аеромобільний факультет. Пройшов шлях від командира взводу до заступника командира батальйону в 25-й окремій повітрянодесантній дніпропетровській бригаді. 
Два роки навчався в Національному університеті оборони України імені Івана Черняховського.
Далі очолив батальйон 79-ї окремої десантно-штурмової бригади, разом з яким і розпочав війну на сході України.
Потім перейшов до 81-ї окремої аеромобільної бригади. Спочатку був заступником командира цієї бригади, а згодом став її командиром.
З 2021 року начальник штабу — заступник командувача Десантно-штурмових військ Збройних сил України.
Помер 4 листопада 2022 .

## Нагороди
- орден Богдана Хмельницького II ступеня (2016) — за особисту мужність і високий професіоналізм, виявлені у захисті державного суверенітету та територіальної цілісності України, вірність військовій присязі.
- орден Богдана Хмельницького III ступеня (2014) — за особисту мужність і героїзм, виявлені у захисті державного суверенітету та територіальної цілісності України.

## Військові звання
- полковник,
- бригадний генерал (21 листопада 2021)[4].